# آن بالابالاها
آن بالابالاها (ایتالیایی: Quartieri alti; انگلیسی: In High Places) یک فیلم کمدی به کارگردانی ماریو سولداتی است که در سال ۱۹۴۵ منتشر شد. این فیلم بر اساس نمایشنامه ای از ژان آنوی است. از بازیگران آن می‌توان به ماسیمو سراتو و نریو برناردی اشاره کرد.

## داستان

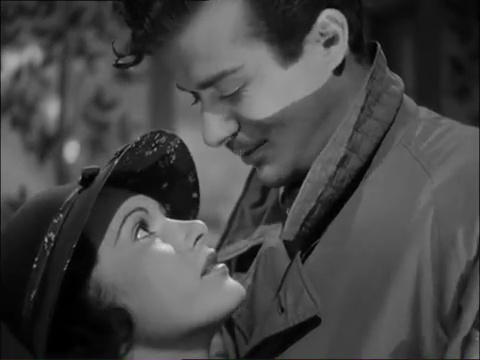
آدریانا بنه‌تی و ماسیمو سراتو در صحنه ای از فیلم

مرد جوانی که عاشق یک بانوی طبقه فرادست است، عاشق دختری می‌شود و این حقیقت را که قبلاً نامزد کرده، پنهان می‌کند. مرد جوان برای جذب دختر دو بازیگر را در نقش پدر و مادر خود به خدمت می‌گیرد. دختر به نقشه پی می‌برد و وقتی مرد در موقعیتی قرار می‌گیرد که باید انتخاب کند آینده ای آرام را با دختر برمی‌گزیند.

## ساخت
فیلمبرداری این فیلم تنها پس از دو هفته از ساخت به دلیل شروع جنگ جهانی دوم متوقف شد و در ژوئن سال ۱۹۴۴ پس از آزادسازی رم از سر گرفته شد.